# Запис дуд у селу (Давидовац)
Запис дуд у селу (Давидовац) се налази на парцели чији је власник Општина Параћин.

## Локација
| Општина             | Параћин                                                          |
| Катастарска општина | Давидовац                                                        |
| Потес               | Село                                                             |
| Координате          | 43° 51′ 49″ С; 21° 28′ 27″ И / 43.863700000000001° С; 21.4742° И |
| Надморска висина    | 150m                                                             |

## Карактеристике
Дендрометријске вредности утврђене на терену и сателитским снимцима:
| Стабло                     | Дуд |
| Висина стабла              | m   |
| Обим дебла                 | m   |
| Пречник крошње             | 11m |
| Пречник дебла              | m   |
| Висина дебла до прве гране | m   |

## База записа
Запис је у оквиру Викимедија пројекта "Запис - Свето дрво" заведен под редним бројем 0050.